# Spaghetti chair

La Spaghetti chair est une chaise conçue par le designer italien Giandomenico Belotti (it) en 1980 et produite par l'entreprise italienne d'ameublement Alias (it).

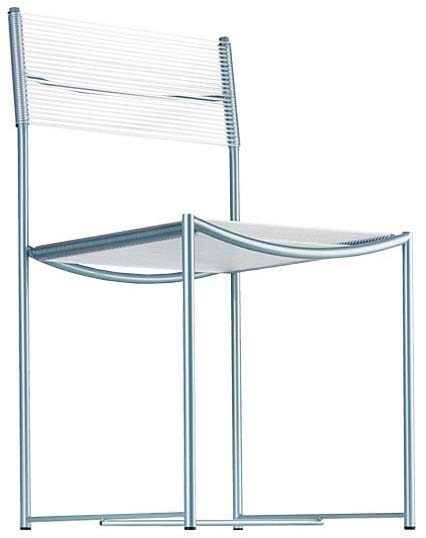

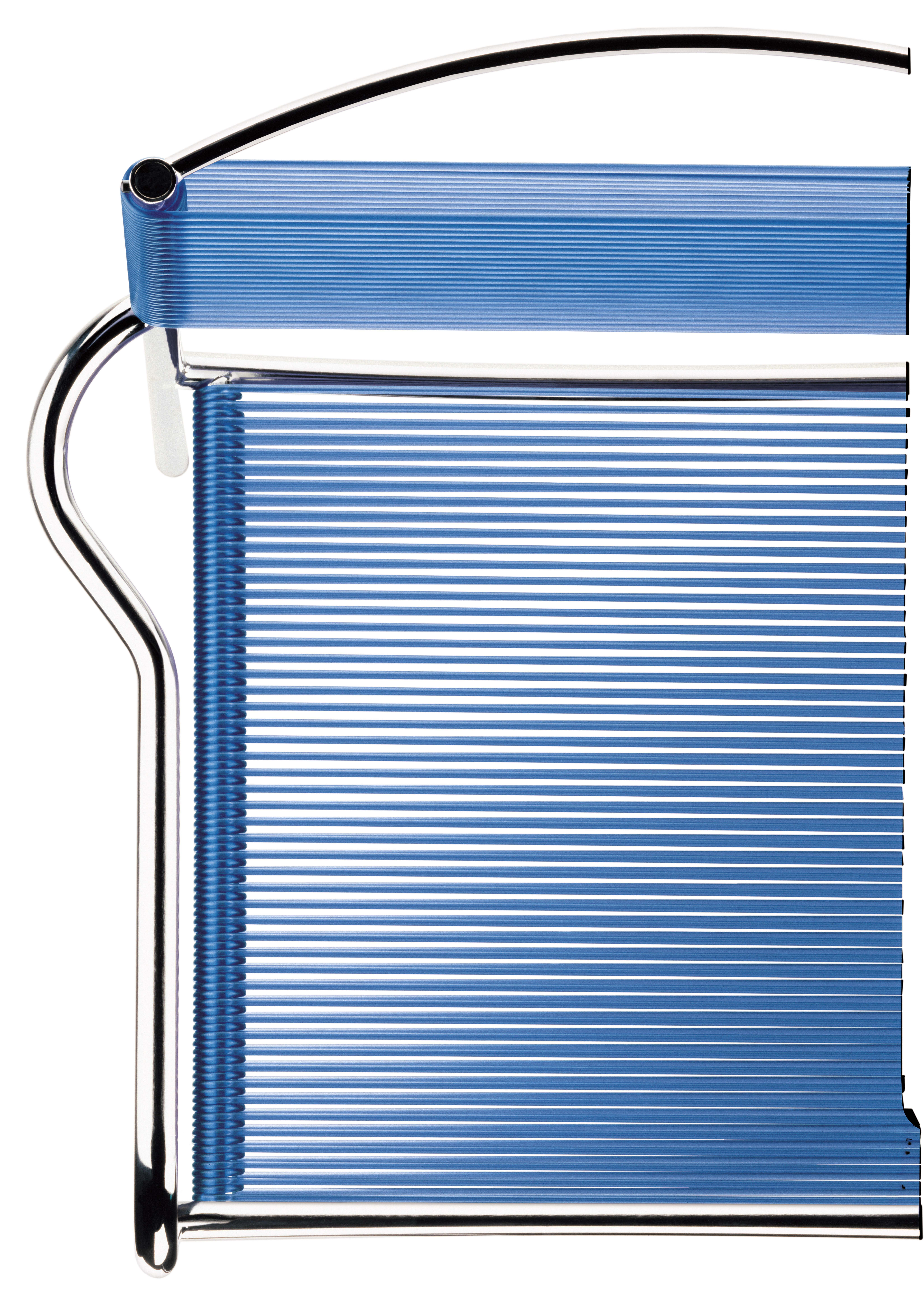
Détails

## Description
Elle est composée d'une structure en acier inoxydable chromé ou peint, avec un dossier et une assise en fil de PVC. Les premiers modèles étaient tous en acier peint de la même couleur, puis successivement la chaise a subi diverses modifications pour se doter d'accoudoirs ou de matériaux de revêtement comme le cuir. Le siège est un exemple clair du rationalisme italien appliqué à un objet de l'ameublement : icône du design, il fait partie des collections du MoMA de New York ainsi que celles du Triennale Design Museum.
Lors de l'édition 2011 du Salon international du meuble de Milan, dans un espace créé par Renato Stauffacher, la Spaghetti chair exprime avec force son identité : 700 chaises spaghetti sont utilisées comme matériau de construction, et accrochées les unes aux autres, elles forment les parois du stand Alias.